# Trougoumbé
Trougoumbé, ook Troungoumbé, is een stad (commune urbaine) en gemeente (commune) in de regio Kayes in Mali. De gemeente telt 12.500 inwoners (2009).